# S7 (Polen)
De S7 is een snelweg in Polen. De S7 verbindt Gdańsk met Elbląg, Warschau, Radom, Kielce en Krakau met Rabka aan de grens met Slowakije. De S7 was in 2023 572 kilometer lang; de geplande eindlengte is 720 kilometer.  
A1 · A2 · A4 · A6 · A8 · A18 · A50
S1 · S2 · S3 · S5 · S6 · S7 · S8 · S10 · S11 · S12 · S14 · S16 · S17 · S19 · S22 · S50 · S51 · S52 · S61 · S74 · S79 · S86